# 20. skupina specialnih sil (ZDA)
20. skupina specialnih sil (izvirno angleško 20th Special Forces Group) je vojaška specialna enota, ki je del Specialnih sil (oz. Zelenih baretk) Kopenske vojske. Je ena izmed dveh skupin specialnih sil, ki so del Nacionalne garde.
Skupina je zadolžena za pokrivanje 32 držav latinske Amerike južno od Mehike, Karibov, Mehiškega zaliva in jugozahodnega Atlantika. Deluje v sklopu Južnega poveljstva ZDA.